# Jovana Preković
Jovana Preković (en serbe : Јована Прековић), née le 20 janvier 1996 à Aranđelovac (Serbie), est une karatéka serbe concourant dans la catégorie kumité -61 kg. Après le titre aux Mondiaux en 2018 et aux Europe en 2021, elle décroche l'or aux Jeux en 2021 dans la catégorie poids moyens.

## Carrière
Elle participe à sa première compétition en sénior lors des championnats méditerranéen de 2014 où elle remporte le bronze. En 2016, elle est à la fois vice-championne européenne en U21 et médaille de bronze pour ses premiers championnats d'Europe de karaté en 2016 à Montpellier. L'année suivante, elle décroche le titre aux championnats d'Europe de karaté 2017.
Aux championnats du monde 2018, Jovana Preković remporte une médaille d'or en kumité -61 kg. Pourtant attendue, elle n'apparait pas dans les places de finalistes en 2019 et ne finit que cinquième aux jeux européens de 2019 ; elle retrouvera son statut de leader en reprenant son titre aux championnats d'Europe de karaté 2021.
Pour la première apparition du karaté aux Jeux olympiques, elle devient championne olympique en kumité poids moyens en battant en finale la Chinoise Yin Xiaoyan sur décision de l’arbitre.

## Palmarès

### Jeux olympiques
| Date | Résultat      | Épreuve               | Catégorie | Compétition     | Ville hôte      |
| ---- | ------------- | --------------------- | --------- | --------------- | --------------- |
| 2021 | Médaille d'or | Kumite moins de 61 kg | Seniors   | Jeux olympiques | Tokyo, au Japon |

### Championnats du monde
| Date | Résultat      | Épreuve               | Catégorie | Compétition           | Ville hôte         |
| ---- | ------------- | --------------------- | --------- | --------------------- | ------------------ |
| 2018 | Médaille d'or | Kumite moins de 61 kg | Seniors   | Championnats du monde | Madrid, en Espagne |

### Championnats d'Europe
| Date | Résultat           | Épreuve               | Catégorie | Compétition           | Ville hôte             |
| ---- | ------------------ | --------------------- | --------- | --------------------- | ---------------------- |
| 2016 | Médaille de bronze | Kumite moins de 61 kg | Seniors   | Championnats d'Europe | Montpellier, en France |
| 2017 | Médaille d'or      | Kumite moins de 61 kg | Seniors   | Championnats d'Europe | Kocaeli, en Turquie    |
| 2021 | Médaille d'or      | Kumite moins de 61 kg | Seniors   | Championnats d'Europe | Poreč, en Croatie      |

### Jeux européens
| Résultat | Date | Épreuve               | Catégorie | Compétition    | Ville hôte            |
| -------- | ---- | --------------------- | --------- | -------------- | --------------------- |
| 2019     | 5e   | Kumité moins de 55 kg | Seniors   | Jeux européens | Minsk, en Biélorussie |